# 漁港の肉子ちゃん
『漁港の肉子ちゃん』（ぎょこうのにくこちゃん、Fortune Favors Lady Nikuko）は、西加奈子による日本の小説。2011年8月31日に幻冬舎より発売された。

## 概要
北陸の漁港で船に住む二人きりの母娘、よくいえば天真爛漫でいじらしい、悪くいえばだらしなくてダサくて能天気という肉子ちゃんと、美しく知的な少女キクりんの半年間の日常が描かれた作品。
表紙イラストは著者の西加奈子自身によるもので、裸の女性が身を丸めているクリムトの「ダナエ」を、独特のタッチで再現している。
2021年1月時点で累計発行部数は35万部を突破している。
主人公の肉子が、太っていてダサくて、男性に関して奔放で騙されやすい人物として描かれているのは、天使のような真っ白な気持ちのキラキラした人を書きたいと思った著者が、「それはやはり処女ではなくこういう人だろう」と思ったから。また、物語を肉子本人ではなく、子供でも大人の女性でもない微妙な年頃である小学5年生の娘のキクコの視点で描いたのは、一人称や三人称で書くと本人がどれだけ魅力的でも男性にだらしない女性の話となればどうしても直接的で生臭くなってしまうからである。
本作は、次回作の舞台は猫が生魚を食べているような場所がいいと思った著者が、担当編集者とその出身地である宮城県石巻市と女川町を東日本大震災前に旅したことをきっかけに書かれた。結果として、物語の設定上の都合で舞台は日本海に面した架空の町にすることに決めたが、当初予定していた舞台が執筆後に被災したことに関して、「もし書いている最中に震災が起こっていたら内容は書き直していたと思う。それも自意識にとらわれて"私は被災した人々と土地に対してこんなに心を砕いてます"というアピールのための直しになっていたのではないか。そうした善意の取り合い合戦にのることなく、素直にキラキラしていた石巻の思い出だけをもとにして書けてよかった」と述懐している。

## あらすじ
太っていて不細工だが、とても明るい肉子ちゃんは、男にだまされフラれるたびに住む場所を転々と変えながらもひたむきに生き抜いてきた。書き置きを残して蒸発した男を追いかけて、痩せっぽっちの幼い娘キクりんと北の小さな漁港にたどり着いた肉子ちゃんは、そこで焼き肉屋「うをがし」の店主サッサンと出会った。妻に先立たれ、子供もおらず、孤独に絶望して店を畳もうとしていたサッサンは、キクりんを連れて現れた肉子ちゃんを見て「肉の神様が現れた」と思い込み、「うをがし」に雇い入れて"お腹を壊さないこと"を条件に、所有する小さな漁船に安く住まわせることにした。こうして始まったこの小さな町での母娘二人の暮らしは、当初は大変なこともあったものの、3年経った今では毎日賑やかに楽しく暮らしていた。しかし、11歳となって思春期を迎えたキクりんは、友人たちとの関係や肉子ちゃんとの不安定な暮らしに頭を悩ませるようになっていた。

## 登場人物
肉子ちゃん / 見須子 菊子（みすじ きくこ）
38歳。北陸の小さな漁港の焼き肉屋「うをがし」で働く。肥満体だが、明るい性格。大阪弁に語呂合わせを交えて話す。関西出身で16歳で大阪に出てスナックで働きはじめたのを皮切りに、何人もの男にだまされ、各地を転々としたのち、キクりんを連れて漁港に落ち着く。うをがしの裏の平屋を「悪評が立つので決してお腹を壊さない」という条件で格安の家賃で借りて住んでいる。
キクりん / 見須子 喜久子（みすじ きくこ）
肉子ちゃんと暮らす小学5年生の少女で物語の語り手。色白で手足が長く、ハーフの男の子に間違えられるほど整った容姿の持ち主。読書が好き。陽気でおおざっぱな肉子ちゃんを淡々と見つめている。
サッサン / サスケ
うをがし主人。妻を亡くして店を閉めようとしていたが、肉子ちゃんを見て「肉の神様が現れた」と雇い、店が繁盛するようになった。
マリア
キクりんと同じ5年1組のクラスメイトで親友。裕福な網元の家の娘でいつも女の子らしい服を着ている。バスケをする女子グループを分裂させ、自分が優位に立とうとしたが、逆に孤立してしまう。
二宮
5年2組の男子。同じ組の桜井と松本と一緒にマリアとキクりんの下校するあとをつけている。目つきが暗く無口。人の見ていないところで変な顔を作る癖がある。両親から病気と言われ「ことぶきセンター」で模型をつくる療法を受けている。変顔に気付いたキクりんと親しくなる。

## 既刊一覧
- 『漁港の肉子ちゃん』（幻冬舎、2011年8月31日、ISBN 978-4-344-02049-8）
- 『漁港の肉子ちゃん』（幻冬舎文庫、2014年4月10日、ISBN 978-4-344-42184-4）

## 漫画
2021年1月29日から2022年3月11日まで、ウェブコミック配信サイトのcomicブースト（幻冬舎コミックス）にて杉作の作画によりコミカライズ作品が連載され、幻冬舎コミックス〈バーズコミックススペシャル〉よりコミックスが発売された。
- 西加奈子（原作）、杉作（作画）『漁港の肉子ちゃん』幻冬舎コミックス〈バーズコミックス スペシャル〉、全2巻
  1. 2021年5月24日発売[8]、ISBN 978-4-344-84860-3
  2. 2022年3月24日発売[11]、ISBN 978-4-344-85016-3

## アニメ映画
小説を原作に、明石家さんまが初となる企画・プロデュースを務めた劇場アニメ作品。2021年6月11日に公開された。
監督は劇場版『ドラえもん』や第74回毎日映画コンクールアニメーション映画賞を受賞したアニメ映画『海獣の子供』を監督した渡辺歩、キャラクターデザイン・総作画監督は『かぐや姫の物語』『海獣の子供』で作画監督を務めたスタジオジブリ一期生・小西賢一、脚本は『凪のお暇』の大島里美、美術監督は『スチームボーイ』『鉄コン筋クリート』の美術監督だった木村真二が務めた。アニメーション制作は、『鉄コン筋クリート』『海獣の子供』などで世界的にも評価が高く、優秀なクリエイターが多数在籍するSTUDIO 4℃が担当した。
声優は主人公・肉子ちゃんの声を大竹しのぶ、娘キクコをこれが声優デビューとなるCocomiが担当したほか、花江夏樹、下野紘、吉岡里帆、マツコ・デラックス、総勢1673人が参加した声優オーディションで選ばれた14歳の新人、石井いずみらが参加している。
2021年6月9日、本作品のバリアフリー上映が決定した。

### 制作
2015年11月28日、プロデューサーを務めた明石家さんまが自身のテレビ番組『さんまのまんま』に原作者の西加奈子が出演した際に『漁港の肉子ちゃん』の映像化を熱望していると発言し、吉本興業を通じて西にコンタクトをとって映像化権を取得した。
2017年にアニメ化が決まる。当初は映画もしくはドラマで実写化しようとしていたが、スタッフと企画を練っていく中で、アニメーションが最適だという結論に達した。
2018年夏、監督の渡辺歩はSTUDIO 4℃のスタッフとロケハンを行い、いくつかの漁港を巡った。背景美術担当の木村真二がそれらの風景をミックスし、そこに面白味を加えるためにフランス映画『ショコラ』をイメージしてオリジナルの架空の町を作り上げた。そして本格的にアニメ制作が始動する。当時、複数の大作アニメが作られていたこともあって優秀なクリエイターを集めるのが困難な状況だったが、制作担当のスタッフたちが奔走し、17歳の若手から50代のベテランまで、総勢500人に及ぶ精鋭を集めた。
さんまはテレビ・ラジオの仕事をこなしながら、定期的にシナリオ作りやコンテ確認などの打ち合わせに参加し、自分の中にある作品のイメージを制作陣に伝えた。監督の渡辺は、さんまが原作の中で感動したシーンを聞き取り、互いに共感した部分をしっかりと映画の中に落とし込んでいこうと決意。尺の問題でどうしても大幅に削らなければならないシーンについても、二人でアイデアを出し合ってコンパクトに表現する方法を探り、原作の世界観を壊さないよう、さんまのアイデアを絶妙なバランスで採用しながら、物語の構成を丁寧に創り上げていった。
STUDIO 4℃では映画企画に社内コードネーム「niku」と名付け、情報公開前に情報が洩れないよう慎重に制作を進めていたが、さんまが自身のラジオ番組での不用意な発言で映画制作中であることをばらしてしまった。
アフレコ現場では、さんまが大竹しのぶに肉子ちゃんの使う大阪弁のイントネーションを指導しながら、台詞の変更や脚本にはない台詞の追加を次々と指示していった。

### 登場人物（アニメ映画）
肉子ちゃん
声 - 大竹しのぶ
本作の主人公。関西の下町で生まれ育ち、関西弁を話す。
太っていて不細工で、恋愛では失敗だらけだが、生まれつきのポジティブな性格で周囲をハッピーにする才能に溢れた豪快な女性。本名は「見須子菊子」。身長151cm、体重67.4kg。語呂合わせと漢字の話が好き。
16歳で大阪に出てスナックで働いて以降、様々な男に騙されてたどり着いた北の町の「うをがし」と呼ばれる焼肉屋で働いている。町民全員から存在を知られている。
キクコ
声 - Cocomi
クールで賢い、肉子ちゃんの娘。肉子ちゃんとは似ても似つかない、細身で読書をこよなく愛する利発な少女。小学5年生。愛称は「キクリン」、本名は「見須子喜久子」。　
天真爛漫な肉子ちゃんとは対照的に、いつも冷静で周囲に気をつかって生活をしている。
二宮
声 - 花江夏樹
キクコの同級生。存在感が薄く、あまり話すタイプでもない。同じクラスの松本くん・桜井くんと仲が良いらしい。
自分でとめられず、急に顔を動かしたりするため、親からは「何かに集中するように」と「ことぶきセンター」での模型作りを強制されている。
ときどきキクコは顔真似をしている。
みう
声 - 吉岡里帆
若かりし頃の肉子の親友。
ダリシア
声 - マツコ・デラックス
霊媒師。肉子は「よく当たる」と言っている。
マリア
声 - 石井いづみ
キクコの友達。転校初日から話しかけてくれ、唯一話せる子だった。可愛い服装をしている。
ある日、同じクラスの金本さんを仲間はずれにしようとし、自分勝手な振る舞いから逆に孤立してしまう。
サッサン
声 - 中村育二
肉子が働く焼肉屋「うをがし」大将。肉子たちが住むところを格安で貸している。
ヤモリ/トカゲ/松本くん
声 - 下野紘
ゼンジ/ゲスト/屋台の店主/じいさん
声 - 山西惇
水族館のおじさん/受付ロボット/怪しい店の係
演 - 八十田勇一
猫/女将/先生/お客
演 - ゆりやんレトリィバァ
フラワーロック/鳥居/アナウンサー
演 - 岩井ジョニ男
先生/お客
演 - オラキオ
カエル/猿/ミュージシャン
演 - チャンス大城
ペンギンのカンコちゃん/ゼンジの姪
演 - 稲垣来泉
カモメ/運動会アナウンス
演 - 滝沢カレン
セミ
演 - 宮迫博之

### 評価
2021年6月18日にはアニメーション作品の最高峰とされるフランスのアヌシー国際アニメーション映画祭に、8月にはカナダのモントリオールで開催される第25回ファンタジア国際映画祭に正式招待された。
2021年10月、韓国の富川（プチョン）で開催される第23回富川国際アニメーション映画祭で特別賞「Special Prize by Korean Society of Cartoon & Animation Studies」を受賞。
2021年10月、アニメ限定の映画祭、スコットランド・ラブズ・アニメーションで最高賞となる「Jury Award（審査員賞）」を受賞。
2021年12月、第46回報知映画賞のアニメ作品賞を受賞。
2022年3月、第25回文化庁メディア芸術祭アニメーション部門優秀賞を受賞。
2022年3月11日、第45回日本アカデミー賞優秀アニメーション作品賞を受賞。
2022年5月、モロッコ王国で開催された第20回メクネス国際アニメーション映画祭（FICAM）の長編アニメーション国際コンペティション部門で「観客賞」と「ジュニア審査員賞」をダブル受賞した。

### スタッフ
- 企画・プロデュース：明石家さんま[33]
- 原作：西加奈子『漁港の肉子ちゃん』（幻冬舎文庫）[33]
- 監督：渡辺歩[33]
- キャラクターデザイン・総作画監督：小西賢一[33]
- 美術監督：木村真二
- 脚本：大島里美[33]
- 音楽：村松崇継
- 演出：秋本賢一郎
- 色彩設計：伊東美由樹
- CGI監督：中島隆紀
- 編集：廣瀬清志
- 制作担当：青木正貴
- 音響監督：笠松広司
- チーフプロデューサー：神夏磯秀
- プロデューサー：山田貢、田中栄子
- ゼネラルプロデューサー：菅賢治、小松純也
- エグゼクティブプロデューサー：岡本昭彦、吉崎圭一
- 配給：アスミック・エース[33]
- アニメーション制作：STUDIO 4℃[33]
- 製作：吉本興業[33]

### 音楽

#### 劇伴
『思い出のマーニー』『メアリと魔女の花』などの作品を手がけた作曲家・村松崇継が担当した。キクコの声優を務め、フルート奏者でもあるCocomiが、キクコの心情を表す楽曲でフルートを演奏している。

#### 主題歌
「イメージの詩」
作詞・作曲：吉田拓郎 / 編曲：武部聡志 / サウンドプロデュース：GReeeeN / 歌：稲垣来泉

#### エンディングテーマ
「たけてん」（ユニバーサル ミュージック）
作詞・作曲・編曲・歌：GReeeeN

### 関連番組

#### 特別番組
公開に先駆け、2021年6月に特別番組が各局にて順次放送された。特番ではプロデュースを務めるさんま、およびボイスキャストによるインタビューやアフレコ収録を行ったCocomiと花江によるメイキング映像が放送された。なお、この映像はYouTubeにて前編と後編にわけてアップされている。
| 放送期間      | 放送時間                     | 放送局             | 対象地域       | 備考             |
| ------------- | ---------------------------- | ------------------ | -------------- | ---------------- |
| 2021年6月4日  | 金曜 1:35 - 2:06（木曜深夜） | 東海テレビ         | 中京広域圏     |                  |
|               | 金曜 10:53 - 11:25           | 朝日放送テレビ     | 近畿広域圏     |                  |
| 2021年6月5日  | 土曜 10:30 - 11:00           | 長崎文化放送       | 長崎県         |                  |
|               | 土曜 15:00 - 15:30           | 青森放送           | 青森県         |                  |
|               | 土曜 16:50 - 17:20           | テレビ山梨         | 山梨県         |                  |
|               | 土曜 16:54 - 17:24           | テレビ高知         | 高知県         |                  |
| 2021年6月6日  | 日曜 11:20 - 11:50           | 鹿児島放送         | 鹿児島県       |                  |
|               | 日曜 15:00 - 15:30           | 北海道放送         | 北海道         |                  |
|               |                              | テレビユー福島     | 福島県         |                  |
|               |                              | 宮崎放送           | 宮崎県         |                  |
|               | 日曜 15:55 - 16:25           | テレビ岩手         | 岩手県         |                  |
|               | 日曜 16:25 - 16:55           | 山形放送           | 山形県         |                  |
|               | 日曜 23:00 - 月曜 0:00       | J:COM              | 日本各地       | リピート放送あり |
| 2021年6月7日  | 月曜 1:25 - 1:55（日曜深夜） | 東北放送           | 宮城県         |                  |
| 2021年6月9日  | 水曜 1:59 - 2:29（火曜深夜） | テレビ大分         | 大分県         |                  |
| 2021年6月10日 | 木曜 0:35 - 1:05（水曜深夜） | 富山テレビ         | 富山県         |                  |
| 2021年6月11日 | 金曜 1:34 - 2:04（木曜深夜） | 静岡第一テレビ     | 静岡県         |                  |
| 2021年6月12日 | 土曜 2:25 - 2:55（金曜深夜） | さんいん中央テレビ | 島根県・鳥取県 |                  |
|               | 土曜 10:45 - 11:15           | 広島ホームテレビ   | 広島県         |                  |
|               | 土曜 11:05 - 11:35           | テレビ熊本         | 熊本県         |                  |
|               | 土曜 14:30 - 15:00           | NST新潟総合テレビ  | 新潟県         |                  |
|               | 土曜 15:30 - 16:00           | 秋田朝日放送       | 秋田県         |                  |
|               | 土曜 16:30 - 17:00           | RSK山陽放送        | 岡山県・香川県 |                  |
|               |                              | 沖縄テレビ         | 沖縄県         |                  |
|               | 土曜 16:54 - 17:24           | あいテレビ         | 愛媛県         |                  |
|               | 土曜 17:00 - 17:30           | 福井テレビ         | 福井県         |                  |
| 2021年6月13日 | 日曜 11:20 - 11:50           | 長野朝日放送       | 長野県         |                  |
|               | 日曜 13:00 - 13:30           | 石川テレビ         | 石川県         |                  |
|               | 日曜 13:30 - 14:00           | RKB毎日放送        | 福岡県         |                  |
|               | 日曜 16:25 - 16:55           | 山口放送           | 山口県         |                  |

#### 本作品のテレビ放送
| 回数 | テレビ局  | 番組名（放送枠名） | 放送日            | 放送時間      | 放送分数 | 備考         |
| ---- | --------- | ------------------ | ----------------- | ------------- | -------- | ------------ |
| 1    | NHK Eテレ | （なし）           | 2022年9月24日(土) | 15:00 - 16:40 | 100分    | テレビ初放送 |
| 2    | NHK Eテレ | （なし）           | 2023年1月3日(火)  | 9:30 - 11:10  | 100分    |              |